# Josef Zerzán
Don Josef Zerzán, SDB (30. května 1907, Lubná – 4. ledna 2002, Přepychy), byl český římskokatolický kněz, člen kongregace Salesiánů Dona Bosca. Před rokem 1989 byl jakožto řeholník perzekvován. Zemřel v pověsti svatosti.

## Život
Josef Zerzán pocházel ze Svitavska. Vyučil se tesařem a po vyučení nastoupil do salesiánské komunity ve Fryštáku. Noviciát prožil ve Sv. Beňadiku na Slovensku. Po řeholních slibech a studiích teologie byl v roce 1942 vysvěcen na kněze. V roce 1943 přešel se spolubratry do Hodoňovic, kde využil své tesařské zkušenosti při stavbě nového salesiánského ústavu. Působil též jako katecheta na několika školách a jako zpovědník. V roce 1950 byl se svými spolubratry internován v rámci Akce K. Během internace pracoval spolu s dalšími řeholníky na stavbě několika přehrad. Dva roky také strávil ve vězení. Po propuštění mu bylo umožněno nastoupit do farní duchovní správy. V letech 1972–1978 působil jako administrátor v Hartvíkovicích u Náměště nad Oslavou v brněnské diecézi, odkud byl po šesti letech na nátlak státních úřadů odvolán. Nějaký čas také působil v Ochozi u Brna. Později se stal duchovním správcem řeholních sester Vincentek. Nejprve v Černé Hoře u Blanska a od roku 1986 v královéhradecké diecézi v Přepychách u Opočna. Zde se mimo kněžské služby u sester věnoval též překládání textů, sepisoval kurzy duchovních cvičení a shromažďoval životopisy významných členů salesiánské kongregace. Zemřel v pověsti svatosti (tzv. in fama sanctitalis) na první pátek v měsíci lednu roku 2002. Pohřben je v kněžském hrobě na hřbitově v Přepychách.